# Мертстаун (Пенсилванија)
Мертстаун (енгл. Mertztown) насељено је место без административног статуса у америчкој савезној држави Пенсилванија.

## Демографија
По попису из 2010. године број становника је 664.
| Група             | 2000.    | 2010.       |
| Белци             | 0 (0,0%) | 636 (95,8%) |
| Афроамериканци    | 0 (0,0%) | 1 (0,2%)    |
| Азијати           | 0 (0,0%) | 4 (0,6%)    |
| Хиспаноамериканци | 0 (0,0%) | 15 (2,3%)   |
| Укупно            | 0        | 664         |